# Opus gallicum
Pour les articles homonymes, voir Opus.
L'opus gallicum (locution latine signifiant « œuvre gaulois » ou « appareil gaulois ») est une technique de construction, reposant sur la mise en œuvre de trous précisément disposés dans une maçonnerie de pierre, pour y insérer des poutres de bois et permettre l'élévation d'une structure en bois.

## Appellation et usage
Cette appellation repose sur l'attention qu'y porte de Jules César dans sa Guerre des Gaules, parce que fréquemment rencontrée.
Son usage s'étend des temps protohistoriques jusqu'à la période mérovingienne. Les Normands apportèrent cette technique dans le Molise en Italie, où elle leur permit de construire de nombreux châteaux en une courte période. Les maçons gaulois l'apportèrent depuis la France mérovingienne jusqu'en Angleterre anglo-saxonne, où elle fut employée dans l'architecture ecclésiastique des VIIIe et IXe siècles.
L'opus gallicum a servi principalement pour les travaux d'infrastructure, mais également comme élément de jonction en superstructure, afin de renforcer la maçonnerie. Bien que la disposition des trous trouvés sur des constructions plus récentes puisse laisser perplexe quant à l'utilité exacte des poutres qui venaient s'y loger, les recherches actuelles ont abandonné l'idée auparavant prédominante selon laquelle l'opus gallicum était une technique rare et peu efficace.